# Aldona da Lituânia
Aldona da Lituânia, batizada Ana (Lituânia, c. 1309/10 – Cracóvia, 26 de maio de 1339) foi princesa do Grão-Ducado da Lituânia por nascimento, e rainha consorte da Polônia como a primeira esposa de Casimiro III da Polônia.

## Família
Aldona foi a quarta filha e décima primeira criança nascida do grão-duque Gediminas e de sua terceira esposa, Eva Ivanovna.
Os seus avós paternos eram Butividas (também chamado de Pukuveras), grão-duque da Lituânia, e sua esposa de nome desconhecido. Os seus avós maternos eram Ivan Vsevolodich, príncipe de Polatsk e sua esposa de nome desconhecido.
Aldona teve treze irmãos, entre eles: Narimantas, que foi convidado por nobres russos para administrar alguns territórios russos; Karijotas, duque de Navahrudak e Vawkavysk, ambos territórios da atual Bielorrússia; Jaunutis, sucessor do pai no grão-ducado até sua deposição; Algirdas, depôs Jaunutis e governou ao lado do outro irmão, Kęstutis; Liubartas, grão-príncipe da Volínia, uma região da Ucrânia; Maria, esposa de Demétrio Mikhailovich, príncipe de Tver, que se retirou para um convento após o assassinato do marido pelos mongóis; Danila (batizada Isabel), que se casou com o duque Venceslau de Płock como parte da aliança do pai com Venceslau durante a guerra civil na Mazóvia; Gaudemunda (batizada Eufêmia), esposa de Boleslau Jerzy II, príncipe da Galícia e Vladimir em Volínia, que acabou sendo afogada debaixo do gelo no Rio Vístula, na atual Polônia; Augusta (batizada Anastácia), esposa de Simão de Moscou, com quem se casou para confirmar uma trégua entre Lituânia e Moscou, mas ela acabou morrendo como uma freira, entre outros.

## Biografia

### Casamento
Na década de 1320, a Polônia e Lituânia (um país que praticava o paganismo) possuíam um inimigo em comum: os Cavaleiros Teutônicos, que era uma ameaça para ambos os países. Na época, a Lituânia era um país bem maior do que hoje em dia, ocupando, não só o território atual, mas também 2/3 da atual Bielorrússia. Já a Ordem Teutônica fazia fronteira com a Polônia e Lituânia, se prolongando pelo litoral do Mar Báltico. Também havia uma disputa pelo território da Pomerânia entre a Polônia e a Orgem. Portanto, em 1325, o rei polônes, Ladislau I, o Breve, decidiu formar uma aliança com os lituanos pagãos contra os Cavaleiros Teutônicos, o que seria selado pelo casamento entre seu herdeiro e uma filha do grão-duque Gediminas, que tinha empreendido, há pouco tempo, uma campanha fracassada para tornar o grão-ducado um país cristão. A decisão do rei polonês era um movimento arriscado, pois, embora o monarca tenha recebido a aprovação do papa, outras pessoas não ficaram felizes com a sua decisão de se aliar aos pagãos. No entanto, além da aliança política, essa união vinha com a vantagem de trazer sangue novo para a realeza polonesa, já que a maior parte da realeza europeia nessa época possuía parentesco entre si, o que seria diferente com os lituanos, que não tinham se unido a realeza cristã ainda.

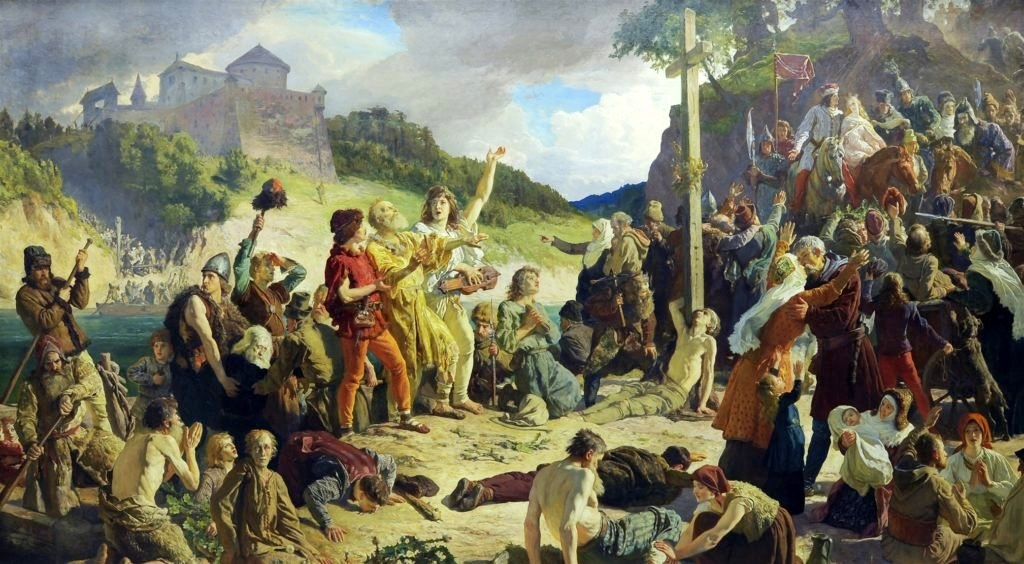
Pintura de 1894, por Wojciech Gerson, que representa a libertação dos presos poloneses pelo grão-duque Gediminas; hoje a obra encontra-se no Museu Nacional de Varsóvia.

Essa coalizão entre os dois países serviu como um prelúdio para a União de Krewo, em 1385, e a União de Lublin, em 1569, que resultou na criação do novo estado conhecido como República das Duas Nações. Não são conhecidos os detalhes do tratado; contudo, sabe-se que Gediminas libertou todos os presos poloneses, aproximadamente 25.000, que retornaram ao seu país, embora, talvez, esse número seja um exagero.  A importância do casamento é atestado pelo fato de que Ladislau abandonou seus planos anteriores de casar o seu herdeiro com Bona de Luxemburgo, filha do rei João da Boêmia.
A jovem Aldona chegou à corte polonesa na primavera de 1325. Em 30 de abril do mesmo ano, ela foi batizada como católica, e recebeu o nome de Ana. No entanto, a cerimônia não aconteceu de imediato. Durante os próximos seis meses, a princesa teve aula de catecismo para transformá-la numa verdadeira católica, e apagar suas características pagãs. O casamento aconteceu em 16 de outubro de 1325, quando Aldona tinha 15 ou 16 anos, e Casimiro, 15. O seu dote foi os prisioneiros que o pai dela soltou. Aledagamente, o jovem Casimiro não queria se casar com Aldona, e teve que ser arrastado até o altar pelo pai, o que provavelmente é apenas um rumor exagerado.
A aliança foi implementada quando forças militares polaco-lituanas atacaram a Marca de Brandemburgo, em 1326. Entretanto, a coalizão não era forte e entrou em colapso por volta de 1330. Apesar disso não há evidências de guerra entre os países enquanto Aldona estava viva.
Apesar da suposta relutância do futuro rei em se casar com a jovem princesa, os primeiros anos do casamento foram harmoniosos. Segundo o que dizem, Aldona possuía uma disposição alegre, e vivia em harmonia com o marido, com quem teve duas filhas. Contudo, Casimiro era conhecido pela sua infidelidade.
Ainda que houvesse uma paz relativa no matrimônio, Aldona não era bem vista na corte polaca, pois continuava a praticar tradições do seu país pagão. Uma das suas oponentes mais proeminentes era sua própria sogra, Edviges de Kalisz, que não ficou feliz com o casamento do filho com uma pagã, e que Aldona se dedicava mais ao prazer do que a oração.

### Vida como rainha
O rei Ladislau faleceu em 2 de março de 1333, e assim, logo tiveram início as preparações para a coroação do novo rei. Segundo o costume, Aldona seria coroada ao lado do marido, assim como Edviges tinha sido treze anos antes. Todavia, Edviges era contra a coroação da nora, pois ela acreditava que apenas deveria existir uma rainha coroada no reino por vez. Casimiro, contudo, convenceu a mãe a concordar com a coroação. Desta forma, Aldona foi coroada rainha da Polônia em 25 de abril de 1333. Apesar do desejo do filho, a rainha viúva não parece ter aceitado isso completamente, e logo após, deixou a corte real; ainda assim, ela continuou a manter um certo nível de influência pelo resto de sua vida.
Aldona não era politicamente ativa. Ao invés de se involver na política da corte, ela parece ter passado a maior parte do tempo se entretendo, e era descrito como animada, alegre, e fisicamente forte. Seus passatempos favoritos incluíam música, dança, cavalgada e jogos. Segundo os cronistas, ela levava consigo um grupo de músicos pra todo lugar que ia. O fato dela gostar de música secular chocou o clero e muitas outras pessoas, e o claro desprezava o seu comportamento como sendo indigno de uma rainha. Foi sugerido por Jan Długosz que os címbalos que tocavam aonde ela ia, eram parte de uma tradição pagã lituana.
A rainha não parece ter sido muito respeitada pelos seus súditos também, embora também fosse conhecida por ser piedosa. Não apenas ela ainda praticava tradições de seu país natal, mas também não deu um filho homem para o marido, tendo tido apenas duas filhas antes da ascensão ao trono de Casimiro.
A rainha faleceu em 26 de maio de 1339, quando tinha 29 ou 30 anos. A causa da morte é desconhecida, mas cronistas alegam que ela teve uma "morte terrível" porque "usou sua vida de forma excessiva." Segundo historiadores, ela pode ter morrido de uma doença que agiu rapidamente ou devido a um acidente. Existe também o rumor de que o rei teria ordenado a morte da esposa, mas isso parece improvável, pois, após o fracasso do seu segundo casamento com Adelaide de Hesse, ele a mandou embora da corte, em desgraça, porém, não a matou.
Aldona recebeu um enterro cristão e foi sepultada na Catedral de Wawel. Apesar de não ter sido uma rainha bem quista, ela foi responsável pela introdução de novos elementos na corte, como um novo tipo de música.
Muitos décadas após a sua morte, em 1386, seu sobrinho, Jogaila, grão-duque da Lituânia, se casou com a sobrinha-neta de Aldona, Edviges, a primeira rainha reinante da Polônia. Jogaila transformou a Lituânia num país cristão, e assim teve início a União polaco-lituana, a qual culminaria na criação República das Duas Nações dois séculos depois.

## Descendência
- Isabel[7] (c. 1326/34 – 1361), foi esposa de Bogislau V, Duque da Pomerânia, com quem teve dois filhos, incluindo Isabel da Pomerânia, quarta e última esposa de Carlos IV do Sacro Império Romano-Germânico;
- Cunegunda[8] (antes de 16 de maio de 1335 – 16 de abril de 1357), foi a primeira esposa de Luís V da Baviera, filho de Luís IV do Sacro Império Romano-Germânico. Sem descendência.

## Na cultura popular
- Aldona é uma das protagonistas da primeira temporada da série de televisão polonesa Korona królów, de 2018, onde é interpretada por Marta Bryła.[9]